# 해트릭스
해트릭스(HETRIX)는 2010년, 대한민국의 생각투자 주식회사(AURUM,inc)에 의해 출시되었다. 게임은 사용연령 7세 이상, 2~4명이 15분 내외로 플레이할 수 있다.

## 게임 정보
육각형의 해트릭스 타일로 상대방의 타일 연결을 방해하거나 각 색깔별로 자신의 타일을 가장 길게 연결하면 승리하는 전략형 게임이다.

## 수상 내역
2010 대한민국 문화체육관광부 한국콘텐츠진흥원 공모전 우수상

## 게임의 구성
해트릭스의 구성은 다음과 같다.
- 해트릭스 타일 84개
- 링크타일 12개
- 점수 기록지
- 휴대용 보관주머니
- 설명서

## 게임 방법
- 조건에 맞춰 타일을 나눠 갖은 후 자신의 매트릭스를 만든다.
- 나의 보석 길을 길게 혹은 여러개를 만들거나 다른 사람의 보석 길을 막아가며 게임을 진행한다.
- 게임 종료 후 내 점수와 보너스 점수까지 합하여 점수가 가장 높은 사람이 승리한다.